# Feuille de mûrier
La feuille de mûrier asiatique cultivé, mûrier blanc (Morus alba) et du mûrier noir (M. nigra) est largement utilisée dans l'alimentation animale et humaine et comme aliment fonctionnel dans la zone de primo-domestication de cette plante: Chine, Corée, Japon, ainsi qu'au nord de la Thaïlande. En Europe, la feuille de mûrier cultivé est un des ingrédients les plus utilisés dans les compléments alimentaires.
La feuille de mûrier est utilisée en médecine traditionnelle chinoise et ayurvedique comme antibronchitique, hypoglycémique, antihypertenseur, anticholestérol, anticoagulant, antithrombotique, anti-athérosclérotique, anti-obésité et anti-hyperlipidémie. Son haut potentiel antioxydant donne lieu à des recherches actives.
On en fait une décoction, le thé de feuille de mûrier.

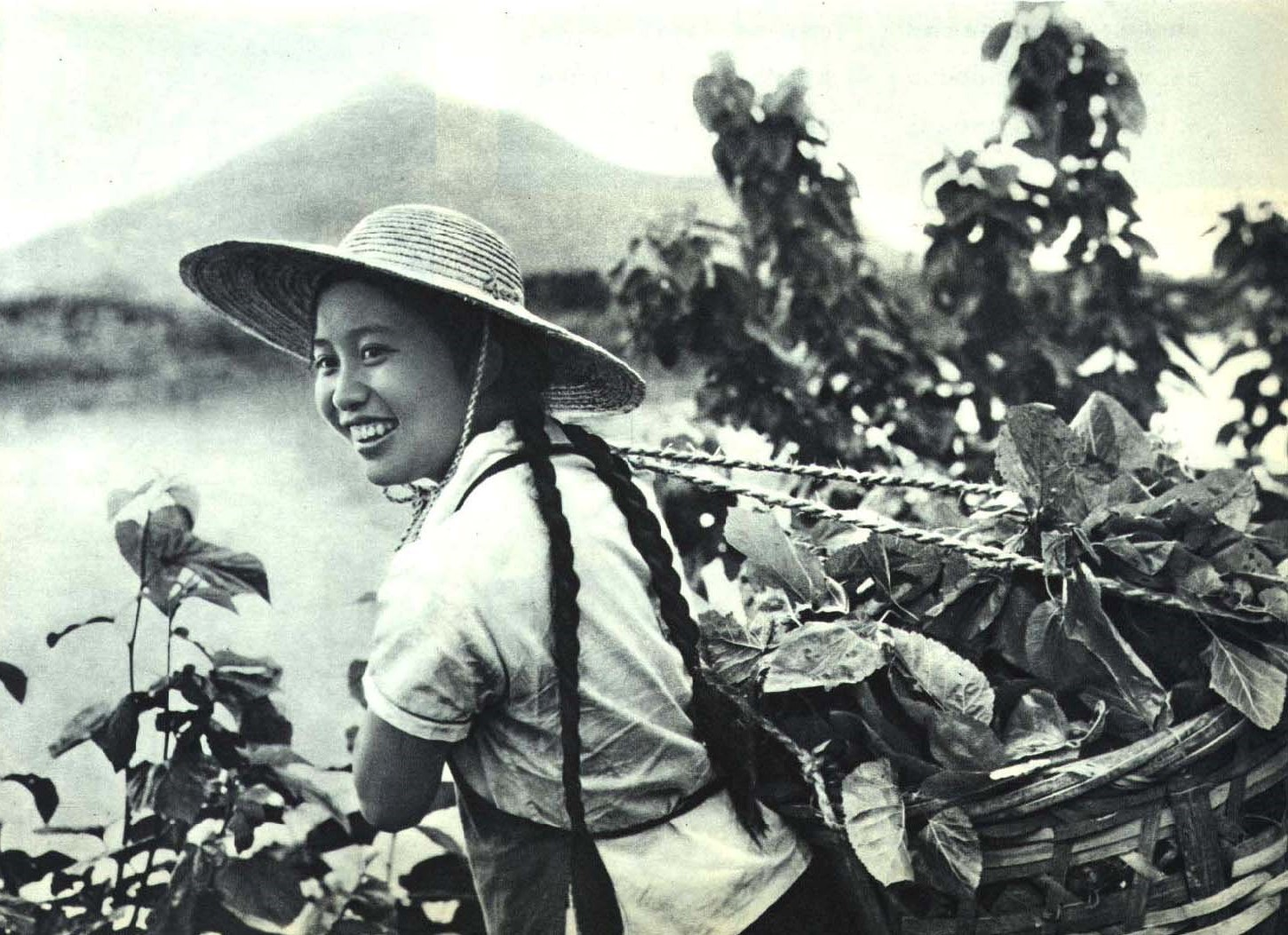
La récolte des feuilles de murier en 1963 (Chine)

## Dénomination
Les mûriers sont les arbres du genre Morus et non la ronce commune (Rubus fruticosus) parfois appelée mûrier sauvage. Au mépris de quoi, l’emploi de l’expression thé de mûrier pour désigner l’infusion de feuille de ronce est, sur internet, 29 fois plus fréquente (en 2017) que pour désigner l’infusion de feuilles de mûrier, source d’une regrettable confusion. L’expression thé de mûrier est, quant à elle, employée 10 fois plus souvent que son synonyme tisane de mûrier.
En anglais, Mulberry tea ne prête pas à confusion, même si Mulberry en association avec des qualificatifs divers désigne d’autres genres ou espèces d’arbres. Les dénominations chinoises sont 桑茶 (Sang cha) et plus rarement 桑树茶 (Sang chu cha), coréenne : 뽕잎차 (Ppongnip-cha), japonaises : 桑の葉茶 (Kuwa no hacha) et 桑茶 (Kuwa cha). Il existe au Japon à 相模原 Sagamihara - région de culture du murier - des marques de thé de feuille de mûrier comme とうとるん (Tōto ru n) et なでしこブ (Nadeshiko bu).

### Aliment fonctionnel
En Chine la feuille de mûrier est classée 既是食品又是药品的物 (Jìshì shípǐn yòu shì yàopǐn de wù), substance à la fois aliment et médicament par le Ministère de la Santé (China National Health Commission).

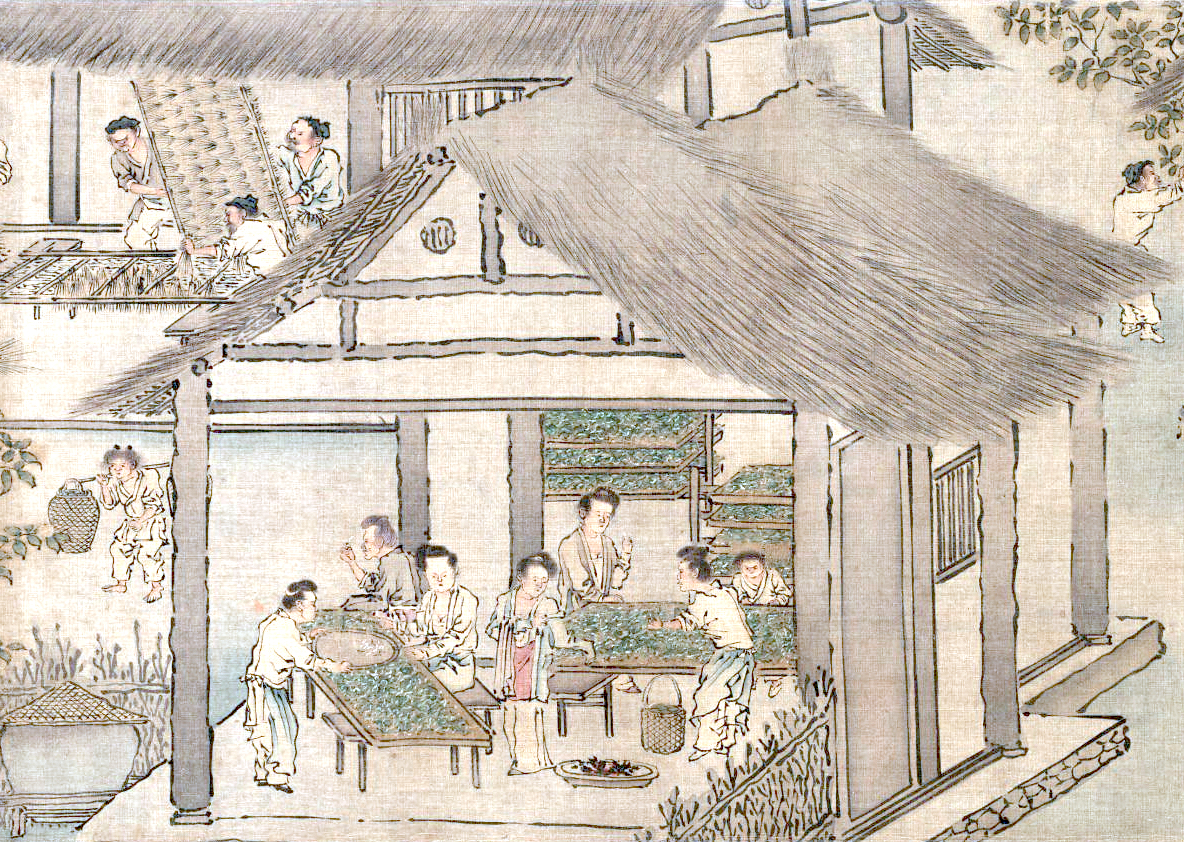
Les feuilles de murier sont la nourriture indispensable du ver à soie (dessin de Liang Kai, dynastie Song)

### Nombreuses utilisations de la feuille de mûrier
Shubhajit Sarkhel et Dronachari Manvi dressent (2021) un inventaire des utilisations de la feuille de mûrier: 
- feuille de mûrier fraîche non séchée: fourrage (vers à soie, animaux), alimentation humaine (smoothie et salades ou brèdes, sous le nom de 桑芽菜 (sāng yá cài)  ; les pousses de mûrier sont un alicament qui sera préconisé par l'administration d'État chinoise de médecine lors de l'épidémie de grippe H7N9 en 2013[réf. nécessaire].
- feuille de mûrier séchée : en poudre (pâtisserie, thé, soupe de tomate, glace) ou en extraits, lyophilisat (huile essentielle ou complément alimentaire en capsule ou tablettes) [6],[7],[8]. Une société de capital-risque d'Okinawa a développé avec succès (2021) un complément alimentaire de poudre de mûrier à diluer pour supprimer les pics postprandiaux de glycémie et de triglycérides[9].

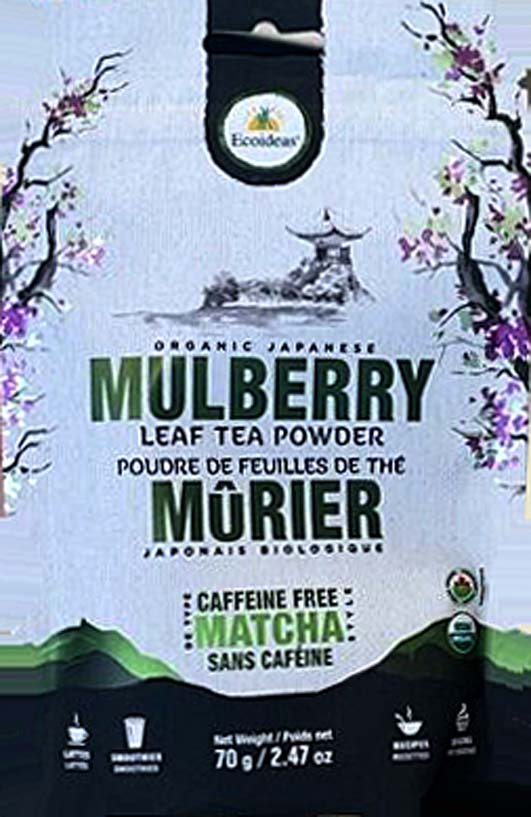
Feuille de murier en poudre (matcha de murier) vendu au Canada

- Feuille de murier en poudre (matcha de murier) vendu au Canada[10]la teinture mère de feuille de mûrier est une forme concentrée et faiblement alcoolisée d'alcoolature souvent réalisée à partir de feuilles de Morus nigra[11].

## Mode de préparation

### Récolte
Au Japon, indépendamment de la variété, les feuilles récoltées en août et fin septembre présentent le meilleur bénéfice pour la santé. Une publication chinoise (2021) sur des feuilles de mûrier fraîches récoltées à Hanzhong, province du Shaanxi, du 9 octobre au 5 décembre montre que le froid (premier gel le 23 octobre) engendre un enrichissement significatif en flavonoïdes. Cette étude a vérifié que des gènes liés à la biosynthèse des flavonoïdes des feuilles de mûrier augmentent en réponse au stress du refroidissement, et préconise une récolte tardive. Une publication polonaise (2025) a montré une forte variabilité de la teneur en polyphénols de l'infusion en fonction de la provenance des feuilles.

### Transformation - séchage
Des mesures réalisées sur un thé de feuilles de mûrier polonaises var. zolwinska wielkolistna, après un cycle complet (broyage, séchage, conditionnement, infusion) montrent l'effet bénéfique du temps de conditionnement : teneur accrue en composés bioactifs et activité antioxydante élevée .
Le séchage traditionnel n'est pas le seul moyen de conserver les principes nutritionnels et pharmacologiques de la feuille de mûrier : le séchage à l'air chaud par rayonnement infrarouge lointain, l'extraction par micro-ondes, fluide supercritique, haute pression et résine macroporeuse sont des méthodes d'extraction durables qui réduisent le temps de traitement et améliorent le rendement. Une étude indienne (2021) a fait une synthèse des recherches en cours sur ce sujet. Une équipe chino-camerounaise (2022) observe que le séchage par pulvérisation conduit à une moindre perte en biomolécules; la lyophilisation est la méthode de séchage qui préserve le mieux l'activité antioxydante de l'extrait pulvérulent de feuille de mûrier.

### Infusion de feuilles sèches

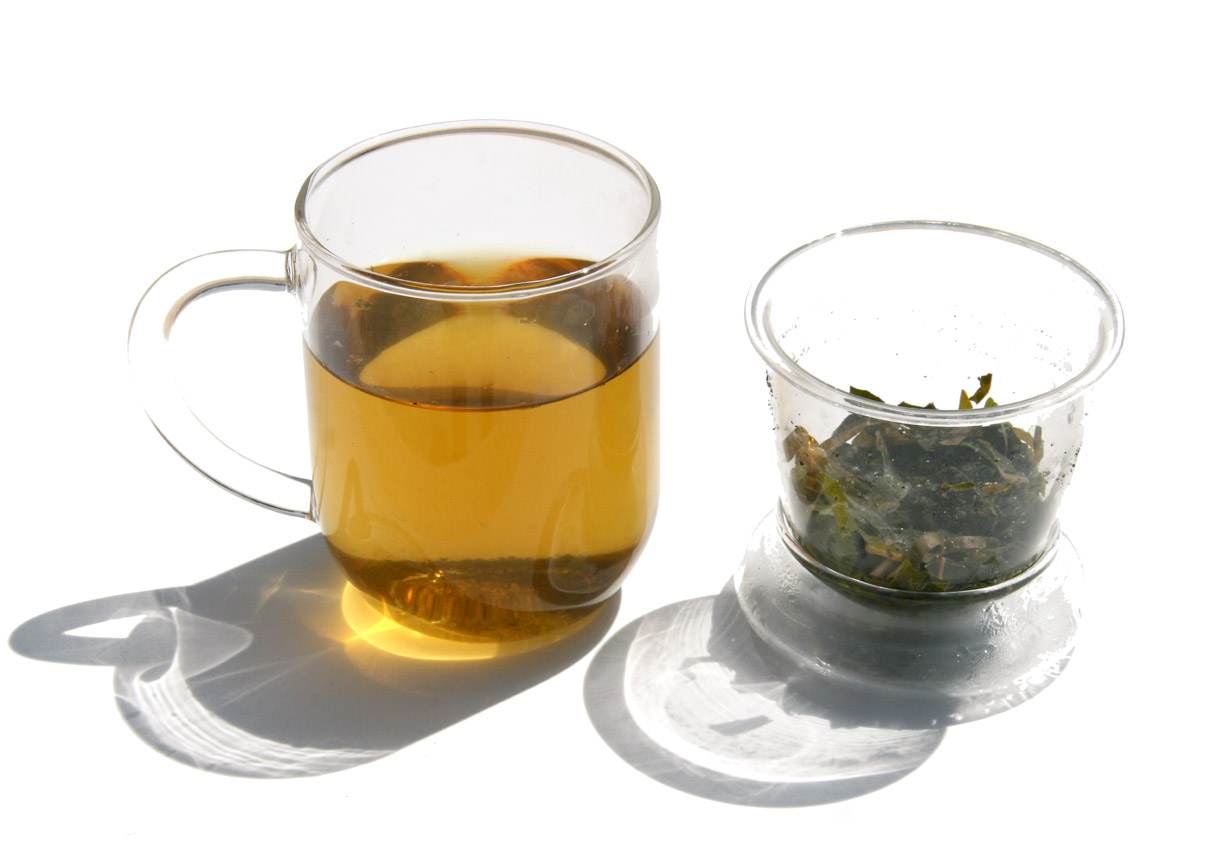
thé de feuille de mûrier (Morus alba)

Comme celle du thé de camélia, les feuilles sont travaillées de diverses manières, vert (il existe sous forme pulvérulente des matcha de feuille de mûrier), grillées, malaxées à chaud en Corée, à la vapeur en Chine; et finalement séchées à haute température, jusqu'à 105 °C, au four. Ce mode de séchage, comme la lyophilisation, conserve les meilleures capacités anti-oxydantes. Le séchage à l'air libre à température ambiante est le plus efficace pour conserver les flavonoïdes. Les propriétés antioxydantes de la feuille sèche dépendent directement de la température de séchage (40 à 70 °C=105 à 160 °F).
L'infusion de 4 g/l d'eau proche de son point d'ébullition, se fait en 3 à 5 min. Cette infusion, claire et douce, est traditionnellement bue après le repas, même si certains préconisent de la boire en apéritif. La dose usuelle est de quelques tasses par jour, il n'existe pas d'étude précise sur les doses recommandées. Ce thé est commercialisé en sachet infusette en Indonésie (2021) .

Une publication chinoise (2023) a montré que le thé vert dérivé des feuilles de mûrier crues présente chez la souris une efficacité hypolipémiante supérieure à celle du thé noir (fermenté) de feuilles de mûrier, il diversifie et améliore le microbiote intestinal (augmentation spectaculaire du rapport Firmicutes/Bacteroidota) et ses métabolites sont en corrélation avec l’effet hypolipidémiant. 

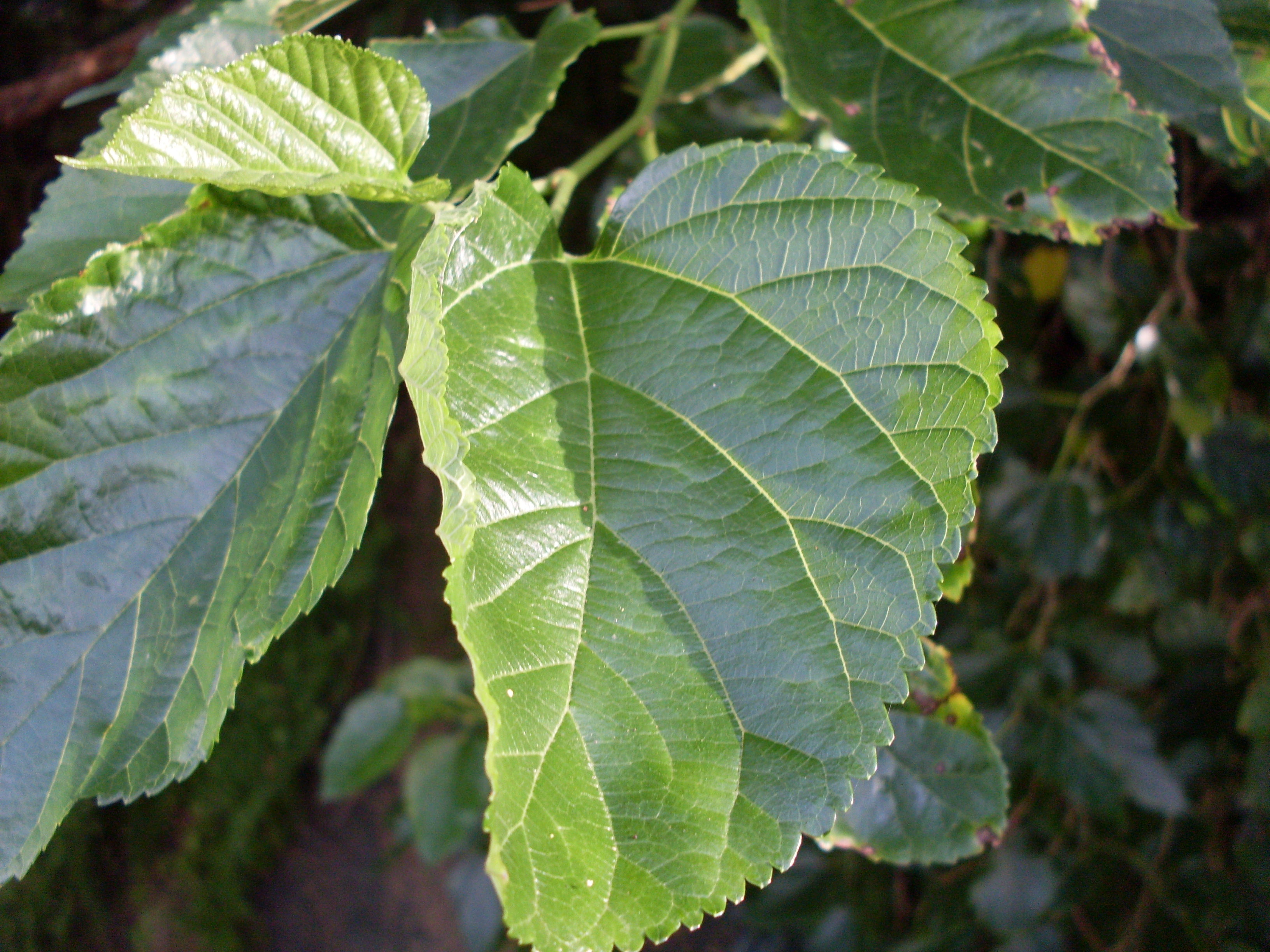
Feuille de mûrier blanc

### Infusion de feuilles fermentées
Comme le thé noir ou le thé oolong de camélia plus ou moins fermenté, la composition du thé de mûrier fermenté est différente de celle du vert séché; il contient davantage de glucides et de cystine et moins de lipides . L'activité antioxydante de thé de feuille de mûrier fermentée est supérieur à son homologue crue, de même le niveau de GABA croît avec la durée de fermentation ,. Une publication chinoise (2021) a établi les conditions optimales de fermentation du thé de feuille de mûrier en présence de ferment 大曲 (dàqū), Aspergillus utilisé pour la fermentation du riz :  humidité des feuilles 65%, quantité de ferment 8%, teneur initiale en sucre 6%, température de fermentation 30 °C=85 °F.
La feuille de mûrier fermentée par des ferments lactiques a un effet laxatif chez le rat . Chez la souris diabétique l'extrait aqueux feuilles de mûrier fermentées a un effet inhibiteur sur l'α-glucosidase et modifie les anomalies du microbiote intestinal en favorisant la croissance de micro-organismes bénéfiques (Coriobacteriaceae, Dubosiella, Lactobacillus et Bifidobacterium) avec pour conséquence une atténuation des troubles métaboliques (2023). Des essais chinois (2023) de fermentation avec inoculation d'Eurotium cristatum (champignon probiotique potentiel utilisé pour améliorer la qualité du thé Fuzhuan) augmente la teneur en pigments (théabrownine) et l'activité inhibitrice de l’α-glucosidase et aurait une action  favorable sur l'équilibre du microbiote intestinal et favoriserait la croissance de micro-organismes bénéfiques.
D'après une publication coréenne le goût du thé de feuille de mûrier fermentée cuit salé vinaigré est meilleur que le thé de mûrier cru non condimenté (la fermentation s'obtient en mettant du koji pendant 12 h sur des feuilles cuites à la vapeur, salées et vinaigrées) . Le kombucha préparé par fermentation du thé de mûrier et de camelia sinensis a obtenu une bonne appréciation sensorielle (2025). 

### Infusion de feuilles en mélange
En Thaïlande une tisane 50% feuille de murier (Morus alba L.) 50% feuilles de combava (Citrus hystrix DC.) est réputée pour son pouvoir antioxydant. L'analyse de cette infusion montre la présence de catéchine, myricétine, quercétine, kaempférol, acide gallique, acide syringique et d'acide coumarique dont l'effet inhibiteur sur les radicaux libres peut être qualifié de moyen (DPPH 3,5 TE/g Ext et FRAP Ferric reducing ability of plasma (en) 15,6 mM Fe 2+E/g Ext) .
Kanzaki 神埼市 (Kanzaki-shi), préfecture de Saga, produit un thé Kanzaki Kuwabishi 神埼桑菱 [びし]茶 (Kanzaki kuwa bishi cha) qui est un mélange de feuilles de murier et de la  plante aquatique trapa (Trapa japonica), il est commercialisé dans le double but de prolonger l'espérance de vie en bonne santé et de régénérer les terres cultivées abandonnées ,. 

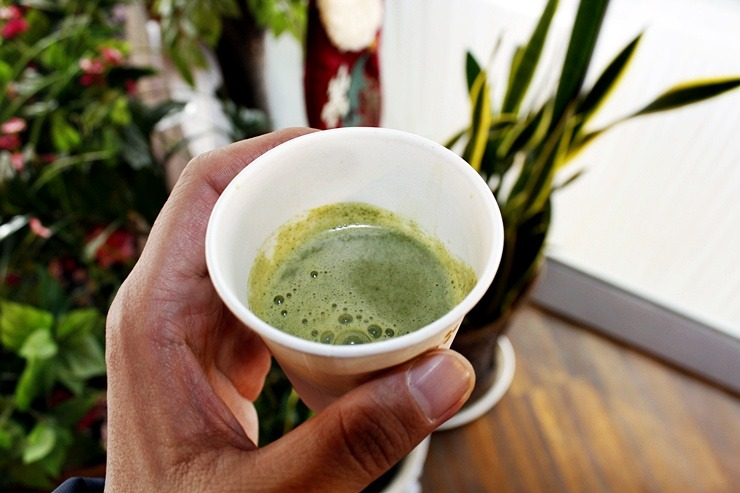
Ppongnip-cha, thé de feuille de mûrier en Corée

## Composition
La composition de la feuille de mûrier varie sensiblement selon sa provenance, les cultivars, le séchage, la fermentation. Une étude chinoise (2022) portant sur 12 échantillons de différentes provinces a montré que les conditions pédoclimatiques les zones de plantation modifient la composition de la matière végétale du mûrier et entraîne des différences dans les bioactivités : une faible amplitude thermique augmente l'effet anti-apoptotique, une irrigation suffisante favorise l'effet antioxydant.
Les extraits alcooliques étant les plus couramment analysés. Outre des minéraux, les principaux composés organiques sont de nombreux polyphénols (la quercétine 3- (6-malonylglucoside) et la rutine étant  prédominantes), des lectines, les oligosaccharides, des enzymes, des inhibiteurs d'enzymes digestives, des vitamines, et des acides gras insaturés ainsi qu'une série d'anti-oxydants spécifiques à la feuille de mûrier. Une publication chinoise (2020) recommande de vérifier la présence de 2 composants  (quercétine 3‐O‐malonylglucoside et le kaempférol 3‐O‐malonylglucoside) dans les feuilles à usage thérapeutique, ils fonctionnent comme des analogues de la ghréline, en augmentant la sécrétion d'hormone de croissance des cellules de l'hypophyse chez le rat et sont suspectés être des ingrédients clé pour l'activité anti-âge . Une publication indienne (2021) traitant de l'utilité de la mélatonine dans les infections à coronavirus note que la forte teneur des jeunes feuilles fraiches est presque totalement détruite (-87%) par le traitement thermique lors du séchage . Une synthèse chinoise (2024) identifie les principaux composés phytochimiques actifs parmi lesquels 10 alcaloïdes, 12 benzofuranes, 4 catéchines, 2 chalcones, 6 coumarines, 27 flavonoïdes (nombreux kaempférols et quercétines), 19 acides phénoliques (qui sont les composés les plus abondants dans l'infusion), 4 stilbénoïdes (dont le resvératrol), 3 terpénoïdes et analyse les effets cités.
Parmi les composés phénoliques, l'acide néochlorogénique est un agent anti-inflammatoire naturel actif pour le traitement de la pneumonie aiguë.
Une publication indienne (2021) a donné les composants nutritionnelles de la poudre de feuilles sèches (pour 100 g) : protéines 19 g, calcium 581 mg, fer 21 mg, vitamine A 9,21 μg et vitamine C 18 mg.
L'infusion de feuilles fermentées à un effet inhibiteur des cytokines pro-inflammatoires et anti-stéatose hépatique chez la souris (2020).

Les activités anti-oxydante et anti-inflamatoire liée à l'activité des flavonoïdes, sont démontrées, la feuille de mûrier présente un bon potentiel comme source de composés phyto-chimiques avec des activités biologiques éprouvées et comme matière première de l'industrie pharmaceutique lui est actuellement reconnu. 

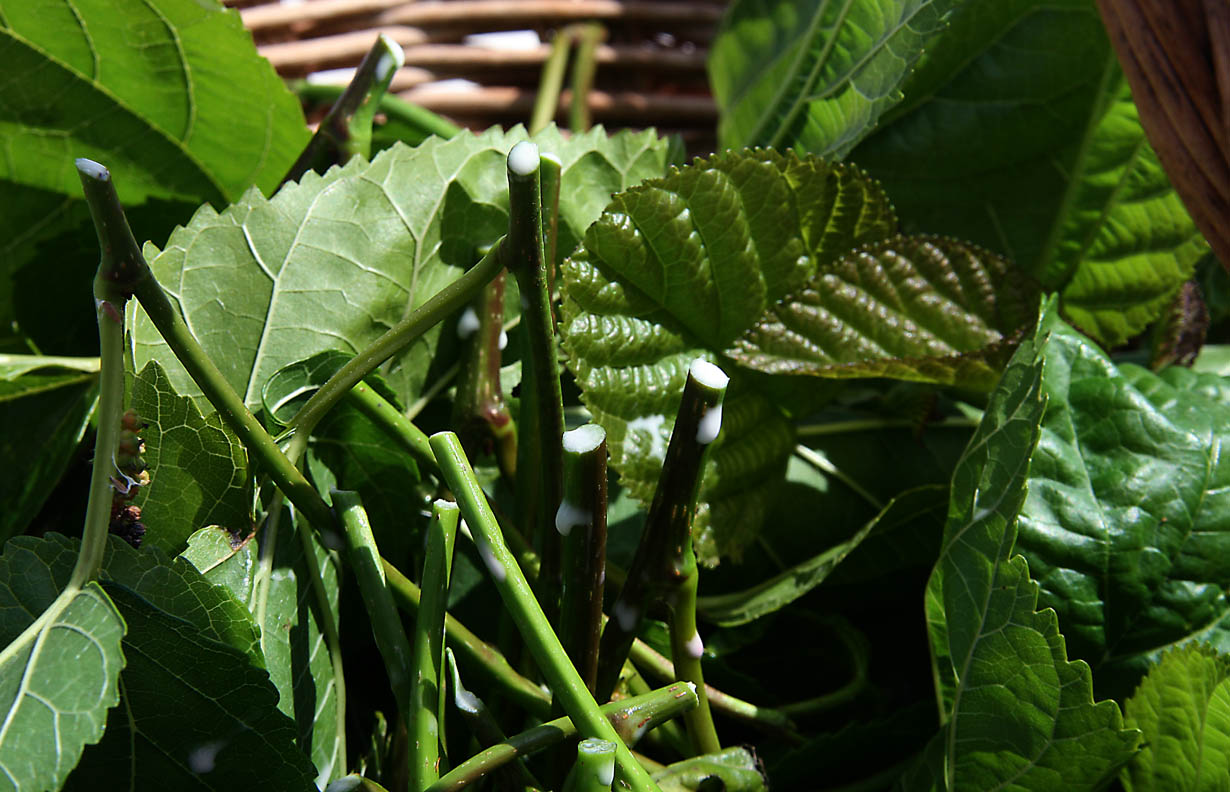
Exsudation d'un latex toxique pour les insectes lors de la récolte des pousses du mûrier blanc

## Utilisations alimentaires
En Chine, au Festival culinaire de Bashan, district de Dachuan, on peut déguster des poupées de nouilles aux feuilles de mûrier, beignets de feuille de mûrier,  petits pains aux feuilles de mûrier, baba aux feuilles de mûrier et des nouilles aux feuilles de mûrier .
Le pharmacien japonais créateur de la marque 桑茶TEA&EAT (Kuwacha tea & eat) recommande de prendre son thé de feuille de mûrier avant le repas : 食べる前に飲む、桑茶でスマート習慣 (Taberu mae ni nomu, kuwacha de sumāto shūkan)  «Boire avant de manger, bon réflexe avec le thé au mûrier ».
L'extrait de feuille de mûrier torréfiée est un complément fonctionnel des aliments qui présente un meilleur score sensoriel que l'extrait de thé vert. Sa vocation comme additif aux produits commerciaux est étudiée en Corée (2021), les yaourts aux extraits de feuille de mûrier ont des teneurs totales élevées en anthocyanes, dérivés phénoliques et flavonoïdes, et une forte capacité de piégeage du DPPH; le mûrier torréfié a montré une activité inhibitrice de la glucosidase  plus élevée comparé aux feuilles non traitées et aux feuilles cuites à la vapeur.

## Actions pharmacologiques faisant l'objet de recherches
La Commission nationale chinoise de la Santé (国家卫生和计划生育委员会) admet la feuille séchée de mûrier comme « homologie entre la médecine et l'alimentation » (MFH), notion usuelle en médecine traditionnelle chinoise, ou les aliments sont considérés sous leur aspects nutritionnels et thérapeutiques.

### Pharmacologie végétale et animale
- Les feuilles de mûrier utilisées comme fourrage non conventionnel à moins de 12% du régime de finition  des porcs noirs Xiangcun régulent la capacité antioxydante et le métabolisme des lipides [62].
- La feuille de mûrier est traditionnellement la nourriture des vers à soie chez qui elle favorise la croissance [63]. Les études récentes montrent que la feuille de mûrier agit sur le microbiote en phase larvaire [64],[65]. Les métabolites fécaux de ces larves sont tous affectés par un régime comprenant des feuilles de mûrier fraiches [66].
- Chez les ruminants, la feuille de mûrier augmente la digestibilité des aliments et la production de lait tout en réduisant les émissions de méthane, en atténuant le stress oxydatif [67].
- Selon le moment du traitement, l'extrait aqueux de feuilles de mûrier à faible concentration favorise le développement des graines de moutarde et de concombre, à l'inverse une concentration moyenne ou élevée est nuisible [68].

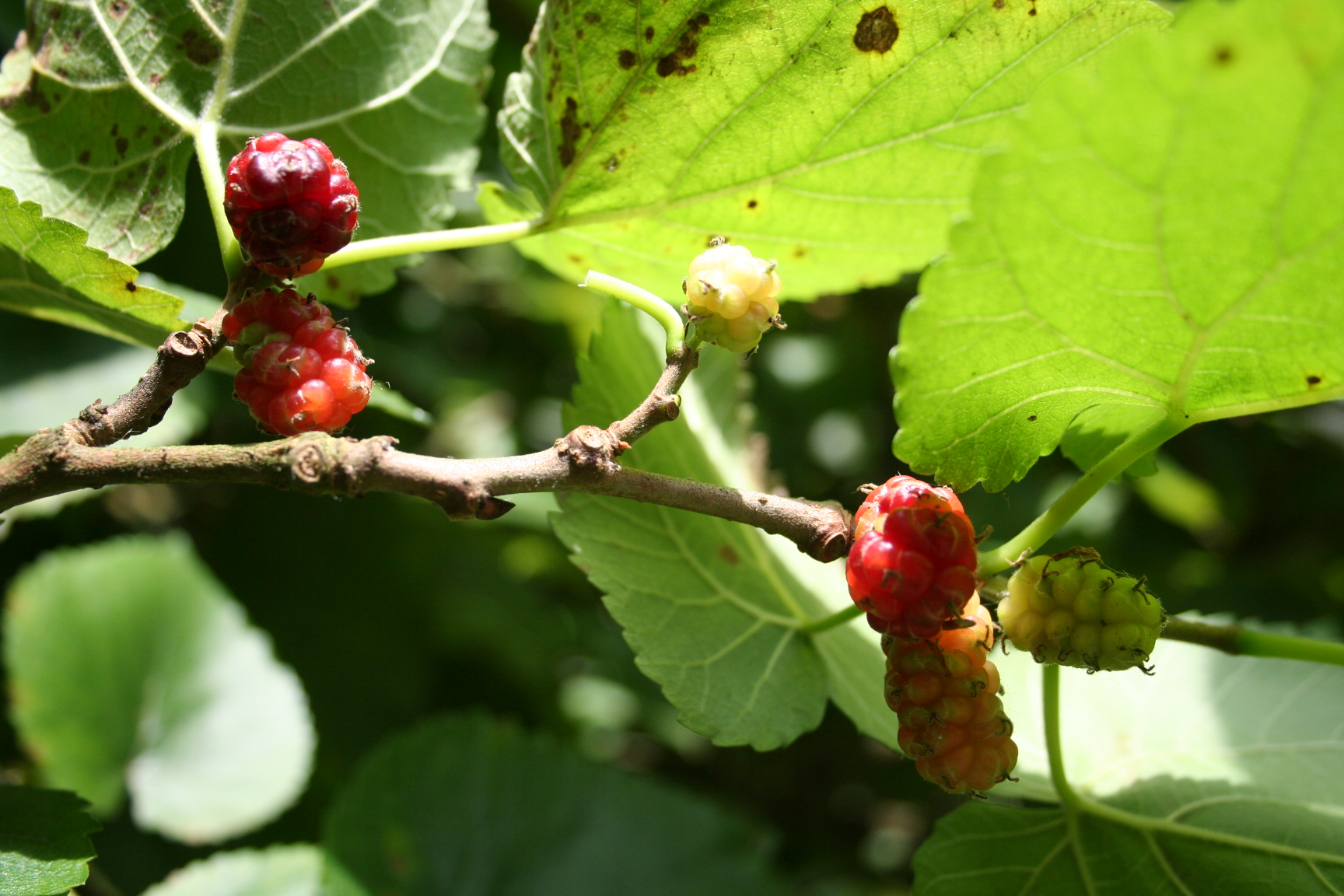
Fruits et feuilles du mûrier noir (Morus nigra)

### Pharmacologie humaine
- Un essai clinique en double aveugle contre placebo sur être humains a montré (2020) que le thé de feuille de mûrier atténue les lésions athéroscléreuses chez les patients atteints de maladie coronarienne, éventuellement via la 1‐désoxynojirimycine [69].
- In vitro l'extrait alcoolique de feuilles de mûrier améliore les dommages hépatiques induits par l'alcool en réduisant la toxicité de l'acétaldéhyde et en inhibant l'apoptose causée par le stress oxydatif [70].

#### Microbiote
- In vitro, lors de sa digestion, la fraction digérée intestinale pourrait significativement réduire le pH et augmenter les concentrations d'acides gras à chaîne courte du microbiote intestinal humain[71]. D'après une synthèse chinoise (2020) les composants de la feuille de mûrier peuvent affecter l'intestin humain, favoriser la digestion, d'absorption et de transport de l'intestin grêle, ajuster l'équilibre de la flore, améliorer la fonction de barrière de la muqueuse intestinale et faciliter la récupération des maladies intestinales[72]. In vivo chez la souris une analyse de l'évolution du microbiote intestinal sous l'action de l'eau feuille de murier met en évidence des altérations de proportions de métabolites qui peuvent expliquer son action favorable dans la physiopathologie du diabète sucré de type 2[73].
- Sur modèle murin les hydrolysats de protéines de feuilles de mûrier soulagent la colite, rétablissent la diversité du microbiote intestinal et augmentent sa colonisation par des Lactobacillus et Desulfovibrio producteurs de d'acides gras à chaine courte. En ce sens les auteurs de la publication (2021, Université de Jinan) qualifient les hydrosats de feuille de mûrier de préventifs des maladies infectieuses de l'intestin[74].
- Des alcaloïdes polyhydroxylés (iminosucres) des feuilles de mûrier sont signalés dans un synthèse parue au Japon (2021) pour leur activité de modulation du microbiote intestinal[75].

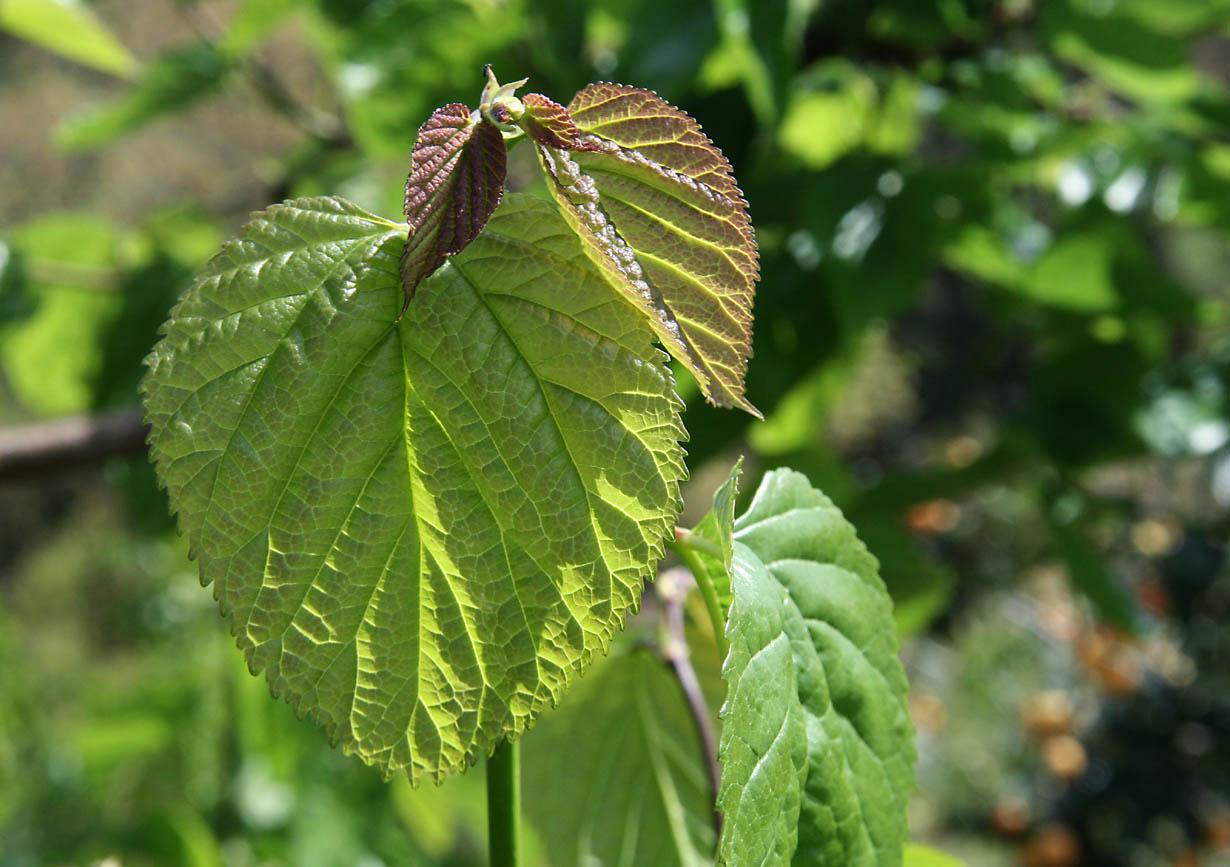
Les jeunes feuilles de mûrier sont consommées en Chine après avoir été blanchies à l'eau bouillante

#### Diabète
Les extraits de feuilles sont impliqués dans la régulation des anomalies métaboliques des glycolipides (in vitro, modèle murin, et sur humains) . On trouve (2022) dans la revue systématique et la méta-analyse d'essais cliniques randomisés publiée par une équipe chinoise (Wenyu Cui et al.), les éléments de synthèse suivants:
- Les principales analyses montrent que la supplémentation en extraits de feuille de mûrier a réduit significativement la glycémie à jeun, mais est sans effet visible sur le niveau d'insuline plasmatique à jeun,

- la supplémentation gagne en efficacité pour la régulation des traits glycémiques chez les sujets diabétiques si sa durée est longue (supérieure à 8 semaines),
- la régulation glycémique peut être attribuée aux composés phytochimiques, spécialement la 1-désoxynojirimycine, les flavonoïdes, les composés phénoliques et les polysaccharides[77].

Un autre essai clinique en double aveugle (30 personnes atteintes de diabète de type 2) a été réalisé en Malaysie (2023) complémentées d'un mélange vitaminé avec ou sans extrait de feuille de mûrier. Le groupe avec feuille de mûrier voit une réduction significative du glucose couplée à un réponse insulinique significativement plus faible (dans l'heure qui suit, la réduction disparaît après 2 h ou 3 h) qui laisse penser à une absorption gastro-intestinale réduite du glucose.
Des publications chinoises (2023-24) inventorient et décrivent les flavonoïdes réducteurs de la glycémie postprandiale et spécifiques à la feuille de mûrier (Les principaux parmi les 10 étant kaempférol, quercétine, rhamnocitrine, tétraméthoxylutéoline et norartocarpétine). Le mécanisme d'inhibition est décrit et 2 composés provoquant une inhibition mixte de l'α-glucosidase sont isolés, l'action inhibitrice du kaempférol sur la protéine tyrosine phosphatase PTP1B présentant des effets thérapeutiques sur les symptômes du diabète.
La co-digestion in vitro de riz et de tisane de feuille de mûrier montre une action sur la cinétique de l'hydrolyse de l'amidon (concentration à l'équilibre de l'amidon hydrolysé et constante cinétique sont significativement diminués, ce qui entraînait une diminution significative de l'indice glycémique estimé  avec l'ajout de la tisane). Les auteurs écrivent : « ces résultats ont révélé que les tisanes préparées à partir de feuilles de mûrier […] réduisent potentiellement la digestibilité de l'amidon du riz cuit, alors que les composés phytochimiques jouent un rôle important dans leurs effets inhibiteurs. Ces résultats suggèrent un avantage potentiel des tisanes dans la réduction de l'hyperglycémie postprandiale ainsi que dans l'apport d'activités antioxydantes à la santé humaine. e» (2023).

#### Obésité
L'étude des effets anti-obésité et hypolipidémiants est au stade clinique (2024) selon les présentations les extraits inhibent l'activité de la lipase gastro-intestinale, réduisent l'absorption des graisses dans le tractus gastro-intestinal (2020), inhibent la lipogenèse et améliorer la lipolyse, favorisent le brunissement du tissu adipeux blanc et régulent le métabolisme énergétique, ralentissent la vidange gastrique et supprimer l'appétit (2017). Des préparation médicamenteuses chinoises (Sangguayin, feuilles de mûrier, margose, igname) préviennent le syndrome métabolique chez le rat, Tangzhiqing (feuilles de mûrier, feuilles de lotus, de sauge, d'aubépine et de pivoine rouge) chez le lapin.
Des granulés, des boissons à base de feuilles de mûrier et souvent de margose sont mentionnés dans les possibles compléments alimentaires anti-obésité chinois (2024).

## Actions pharmacologiques dans les médecines traditionnelles

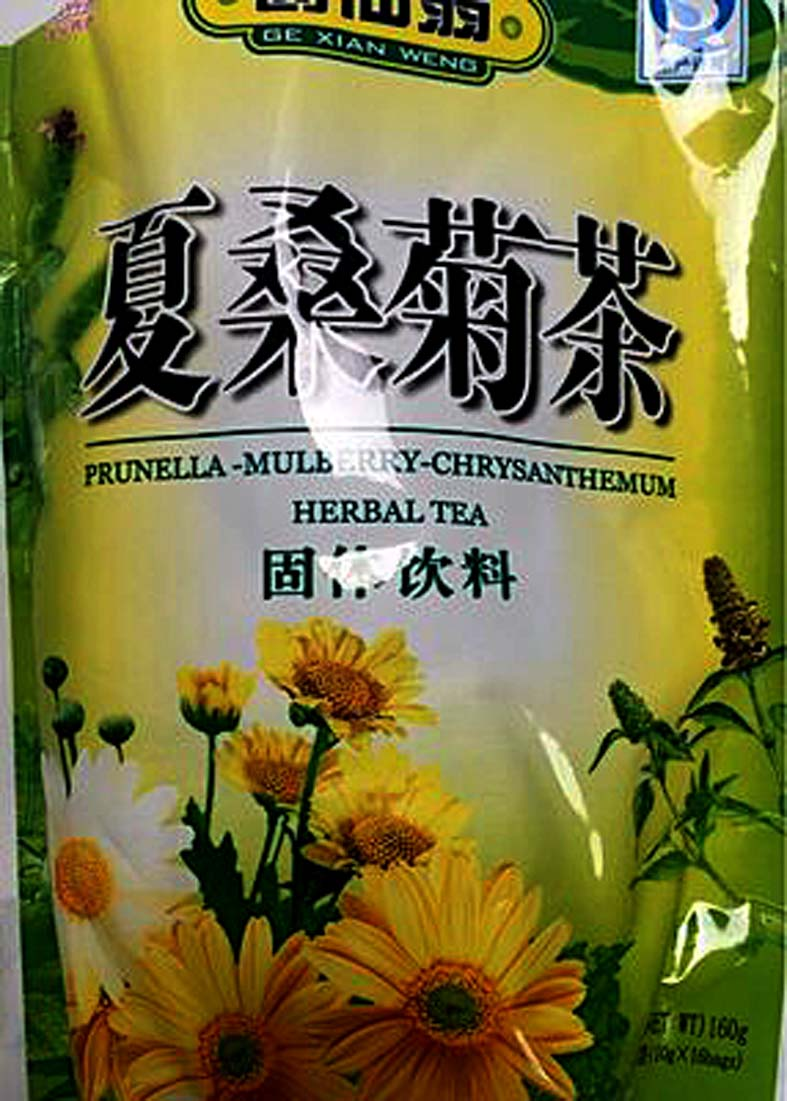
Thé en mélange, prunelle, feuille de murier et fleurs de chrysanthème (origine Guilin)

### Ethno-pharmacie chinoise
En médecine chinoise la feuille de mûrier est amère, douce et froide ; son effet est de dissiper le vent  et la chaleur, de dégager le foie et d'améliorer la vue. Principales indications de la feuille de mûrier dans la médecine traditionnelle chinoise : fièvre avec toux, yeux rouges, carence en foie , yeux faibles, toux tenace, engourdissement, engourdissement des mains et des pieds sans démangeaisons, vomissements de sang; soif des enfants, prolapsus colorectal, gonflement de la paume, anthrax, plaies de brûlure, gonflement de la gorge et maux de dents, céphalées, douleur mammaire.
En Chine, lors de l'épidémie de Covid 19 (2022) ont été développés des thé préventifs ou curatifs qui comprennent des extraits de feuilles de mûrier dans des mélanges (avec chrysanthème, zeste de mandarine, ginseng, réglisse, etc.) , thé de mûrier au lys (lys, feuilles de mûrier, chrysanthème, muguet du Japon (Ophiopogon japonicus), chenpi de mandarine).